# Faustino Turra
Faustino Turra (Cologne, 7 febbraio 1939 – 14 dicembre 2022) è stato un calciatore italiano, di ruolo mediano.

## Carriera
Giocò per sei anni nel Brescia in Serie B, poi venne acquistato dal Catania con cui esordì in Serie A. L'anno successivo venne acquistato dal Bologna fresco Campione d'Italia e vi rimase per sei anni, fino al 1970. Tornò quindi a Brescia nel 1970 per chiudere la carriere disputando con le rondinelle altri due campionati cadetti.
In carriera ha totalizzato complessivamente 149 presenze e 15 reti in Serie A e 166 presenze e 21 reti in Serie B.

## Palmarès

### Club

#### Competizioni nazionali
- Coppa Italia: 1

Bologna: 1969-1970

#### Competizioni internazionali
- Coppa di Lega Italo-Inglese: 1

Bologna: 1970